# Sports Illustrated
Sports Illustrated és una revista setmanal dedicada a l'esport, publicada per primera vegada l'agost de 1954 per Stuart Scheftel (1910-1994). El 2019 la propietat va passar del gegant dels mitjans de comunicació Time Warner al grup Authentic Brands Group (ABG). ABG va subcontractar l'edició al group editorial Arena Group, mentre que ABG llicencia la marca per a altres empreses i productes no editorials.
Té més de 3 milions de subscriptors i és llegida per 23 milions de persones cada setmana, dels quals els 80% són homes, el que representa el 20% dels homes dels Estats Units.

## Edició de Vestits de bany
L'edició Swimsuit Edition («vestits de bany»), publicada des de 1964, és avui dia un esdeveniment anual esperat pels homes nord-americans. Genera un propi programa de televisió, vídeos i calendari. Aparèixer en Swimsuit Edition de Sports Illustrated va ser el salt a la fama de moltes models. Moltes models consagrades han passat per la seva portada, com per exemple Judith Mascó, Christie Brinkley, Elle Macpherson, Valeria Mazza, Yésica Toscanini, Tyra Banks (la primera dona de color a aparèixer en la revista, el 1997), o Kelly Rohrbach.